# Concordia (Magdalena)
Concordia es un municipio colombiano situado en el departamento del Magdalena. Según el censo de 2018, tiene una población de 10 505 habitantes.
Fue creado por la Ordenanza N° 007 del 24 de junio de 1999.
Está irrigado por las ciénagas de Cerro de San Antonio, una de las más importantes para el municipio ya que lo comunica con el río Magdalena y otros puntos, y con la ciénaga de Zapayán de igual forma.

## División político-administrativa
Además de su cabecera municipal, el municipio tiene bajo su jurisdicción los siguientes centros poblados:
- Bálsamo
- Bellavista
- Rosario de Chengue (también, Rosario Chengue)

## Historia
La zona estuvo habitada por indios caribes y tayronas, que eran guerreros, cazadores y pescadores, según lo demuestran algunos grupos identificados en los alrededores de Bellavista.
Con referencia a los chimilas, algunos sobrevivientes de esta tribu tuvieron un bajo nivel cultural y habitaron en las regiones comprendidas entre el río Magdalena y Cesar.
En 1784 llegaron a la zona grupos de familias procedentes del municipio de Calamar y orillas del Canal de Dique huyendo de las inundaciones del río Magdalena. La fundación de estos pueblos se efectúa alrededor de la ciénaga de Cerro San Antonio. Estos nuevos pobladores empezaron a dedicarse a la pesca, agricultura y ganadería.

## Geografía

### Límites del municipio
La cabecera municipal se encuentra a orillas de la Ciénaga del Cerro de San Antonio.
|  | Norte: Cerro de San Antonio |               |
|  |                             | Este: Zapayán |
|  | Sur: Pedraza                |               |

## Economía
Las condiciones fisiográficas y las características económicas del territorio han llevado a un patrón espacial de desarrollo cuyo principal eje lo constituye su cabecera, donde se concentra la mayor cantidad de población y movimiento comercial.
Entre la cabecera y las poblaciones periféricas se ha establecido un tipo de integración económica que resulta de la dependencia de algunas actividades productivas como la ganadería, la agricultura y la pesca en pequeña escala.
La actividad ganadera es el eje de la economía municipal, en razón de la alta vocación entre su población, las condiciones ideales de tenencia y la cercanía a mercados de inmejorables condiciones como Barranquilla y Cartagena.

### Distribución de la propiedad
Una de las ventajas sociales comparativas que posee el Municipio de Concordia en relación con los demás Municipios del Departamento y de la región Caribe, es su característica fundamental de la distribución de la propiedad, especialmente la tierra, desconociéndose los grandes terratenientes de mil y más hectáreas. sus carreteras no están en buen estado por lo que es difícil que la población tenga garantizada una facilidad de acceso a los medios de producción,  sobre todo en calidad de propietario, posicionándole una ventaja comparativa frente aquellos ciudadanos que deben recurrir a su fuerza de trabajo únicamente para la solución de sus necesidades económicas. Además se destaca una clase emprendedora que a través de la actividad comercial han logrado tener acceso también a los medios de producción, tal como lo señala la gran variedad de establecimientos comerciales existentes en la jurisdicción del Municipio.

### Actividad ganadera
El territorio del Municipio cuenta con una extensión de 15.511 hectáreas dedicadas netamente al pastoreo, con un número de 24.500 cabezas de ganado vacuno dedicadas a la producción de leche, carne y otros derivados, que permiten a sus habitantes satisfacer sus necesidades alimenticias y exportar gran cantidad de éstos, principalmente a los centros poblados de Barranquilla, Pedraza, Piñón, Calamar, Suán y Campo de la Cruz.

### Actividad agrícola
Se estima que en el Municipio de Concordia, 2.500 hectáreas anuales se dedican a la siembra de productos como el maíz, yuca, fríjol, melón, patilla, ahuyama, que se comercializan a su interior para el autoconsumo y el excedente se comercializa con Barranquilla y otros mercados menores.

### Pesca
La pesca, tradicionalmente ha sido para la comunidad Concordiana una alternativa de percibir unos ingresos extras y un alimento básico en su dieta diaria.

### Asistencia técnica
Con la creación de la Unidad Municipal de Asistencia Técnica – Umata, en la estructura administrativa del Municipio se espera un mejoramiento continuo de la producción y la productividad, comercialización y control.
La identificación y adquisición de semillas mejoradas, el uso del suelo de acuerdo con la vocación, la aplicación de tecnologías en la producción, deben ser acciones fundamentales que promueva la UMATA. Igualmente el apoyo con asistencia técnica y financiera a los pequeños productores, debe dar como resultado que se pase de la producción para la subsistencia a una producción que genere excedentes y con ello debe mejorar el ingreso de estas personas.
La necesaria labor del trabajo conjunto del sector público y el privado debe dar como resultado el que se mejore la producción y la productividad en el Municipio. Tecnología aplicada a la Producción. La explotación productiva del Municipio es realizada en forma tradicional, sin mayor aplicación de tecnología, con miras a mejorar la calidad y rendimiento de los productos finales. El método utilizado en ganadería es el pastoreo y ordeño manual, fabricando queso y suero tradicional. La agricultura se realiza a través de quema y desmonte con machete, siendo por lo general áreas suficientes para el auto abastecimiento. La pesca es practicada en las ciénagas o caños empleando redes y por lo general en épocas de abundancia, aunque la pesca excesiva ha minado la capacidad de recuperación de las especies nativas, no se cultiva peces, esta actividad se produce por la acción
natural de los criaderos naturales.

## Cultura
A través del tiempo los pobladores se han concentrado en la actividad agrícola, aferrándose a San Isidro Labrador, inspirándose en cada momento en sus faenas cotidianas y erigiéndolo como patrono de Malabrigo, festejándose con bombas y platillos su fiesta el 15 de mayo.
Es una fecha en la que permite también una vez más, vivir la hermandad y la fraternidad de su gente. Pueblo acogedor porque llegan de otros caseríos a evidenciar la cordialidad con que se recibe al que allí llega: se baila, se goza, se bebe al son de una papayera, banda y pajarito, con instrumentos elaborados por su propia gente como la guacharaca, caracterizado por un pedazo de madera que se le coloca un fondo haciendo forma de tambor, el palmoteo, las velas, la flauta de millo y la voz de quien de pronto improvisa una copla o un verso a su gente, a la mujer, organizándose así los tradicionales conjuntos vallenatos.
La devoción cristiana es tal que su gente se anima organizándose y formando una Junta Profiesta. En esa instancia no falla la tradicional idea de la quema de castillo para ver salir la imagen de su patrono, “San Isidro Labrador”.

## Servicios públicos
- Energía Eléctrica: Air-e, del grupo EPM, es la empresa prestadora del servicio de energía eléctrica.
- Gas Natural: Gases del Caribe es la empresa distribuidora y comercializadora de gas natural en el municipio.